# 2017年のオーストラリア
2017年のオーストラリア （2017ねんのオーストラリア）では、2017年のオーストラリアに関する出来事について記述する。

## 国王等
- 国王（イギリス国王が兼位。）
  - 第6代: エリザベス2世 （1952年2月6日 - ）
- 総督
  - 第26代: ピーター・コスグローブ （2014年3月28日 - ）
- 首相
  - 第29代: マルコム・ターンブル （オーストラリア自由党、2015年9月15日 - ）
- 高等裁判所長官
  - 第12代: Robert French （2008年9月1日 - 2017年1月29日)
  - 第13代: Susan Kiefel （2017年1月30日 - ）

## できごと

### 6月
- 6月29日 - ビクトリア州警察、ローマ法王庁財務長官でオーストラリア・カトリック教会の最高指導者であるジョージ・ペル枢機卿を複数の性犯罪容疑で起訴[1]。

### 7月
- 7月14日 - オーストラリア緑の党所属スコット・ラドラム上院議員、オーストラリアとニュージーランドとの二重国籍が判明し議員を辞任。国会議員の二重国籍は憲法違反となるが、過去9年間にわたり議員活動を続けていた同議員は二重国籍とは気が付かなかったという[2]。
- 7月18日 - オーストラリア緑の党所属ラリッサ・ウォーターズ上院議員、オーストラリアとカナダとの二重国籍が判明し議員を辞任。オーストラリア憲法が二重国籍者の国会議員就任を禁じているため[3]。
- 7月25日 - マシュー・キャナヴァン資源・北部担当大臣、オーストラリアとイタリアとの二重国籍が判明し大臣職を辞任[4]。オーストラリア憲法第44条は二重国籍者が国会議員になることを禁じているが、自身の知らないところで二重国籍となったとして上院議員の辞職は否定した[5]。
- 7月29日 - 連邦警察、航空機爆破を狙ったテロを計画していたとして、シドニーで男4人を逮捕[6]。

### 8月
- 8月5日 - クイーンズランド州ロックハンプトンの沖合いで、沖縄県普天間飛行場に駐留する在日米軍海兵隊所属の輸送機MV-22 オスプレイが、輸送揚陸艦グリーン・ベイへの着艦に失敗して墜落し、乗員26人のうち23人は救助されたが、残りの3人が行方不明となった[7][8][9]。その後、行方不明3人の死亡が発表された[10]。
- 8月19日 - 英国統治時代のキプロス出身の父親を持つニック・ゼノフォン（英語版）上院議員が、自身にも英国籍が付与されており二重国籍状態であったことを認める。同国議員の二重国籍者発覚は7月に入ってから7人目[11]。

### 10月
- 10月3日 - オーストラリア運輸安全局（英語版）、マレーシア航空370便墜落事故の最終報告書を公表。同機に何が起きたのか未だに分からない事態を「信じがたい」と指摘[12]。
- 10月6日 - 当局、タイから密輸されたと見られる36億豪ドル（約3200億円）相当のメタンフェタミンを生成可能な液状エフェドリン3.9トンを押収。同国で最高量[13]。
- 10月11日 - 政府が、来月上旬に自国での試合を予定していたサッカーU19の北朝鮮代表メンバーに入国ビザを発給しないことを決めた。同国政府は北朝鮮の核・ミサイル開発を理由としている[14]。
- 10月12日 - P-8対潜哨戒機やF-35ステルス戦闘機に関する軍の重要情報がハッキングによって豪防衛請負業者から盗み出されていたことが判明。中国のハッカーが使用する「チャイナ・チョッパー」と呼ばれるソフトが使用されていたという[15]。
- 10月20日 - ゼネラルモーターズ傘下の自動車メーカー、ホールデンが、南オーストラリア州にある工場での生産を終了、これにより、同国内の自動車生産業が消滅[16]。

### 11月
- 11月1日 - ウルル(エアーズロック)への登頂を全面禁止する処置が成立。2019年10月に施行される予定[17]。
- 11月11日 - オーストラリア自由党所属議員で元テニス選手のジョン・アレクサンダーが、自身の二重国籍問題の責任を取って辞職[18]。
- 11月15日 - 同性婚合法化の賛否を問う国民投票の結果発表。1270万人のうち約62%が賛成し、改正法案が議会に提出する運びとなった[19]。

## 死去
- 2月18日 - ダン・ヴィッカーマン、ラグビー選手（1979年 -）
- 7月23日 - メルビン・ローズ、テニス選手（1930年 -）
- 8月6日 - ベティ・カスバート、陸上競技選手（1938年 -）